# Ризерва Нуова (Латина)
Ризерва Нуова је насеље у Италији у округу Латина, региону Лацио.
Према процени из 2011. у насељу је живело 267 становника. Насеље се налази на надморској висини од 79 м.